# Dorfkirche Kuschkow

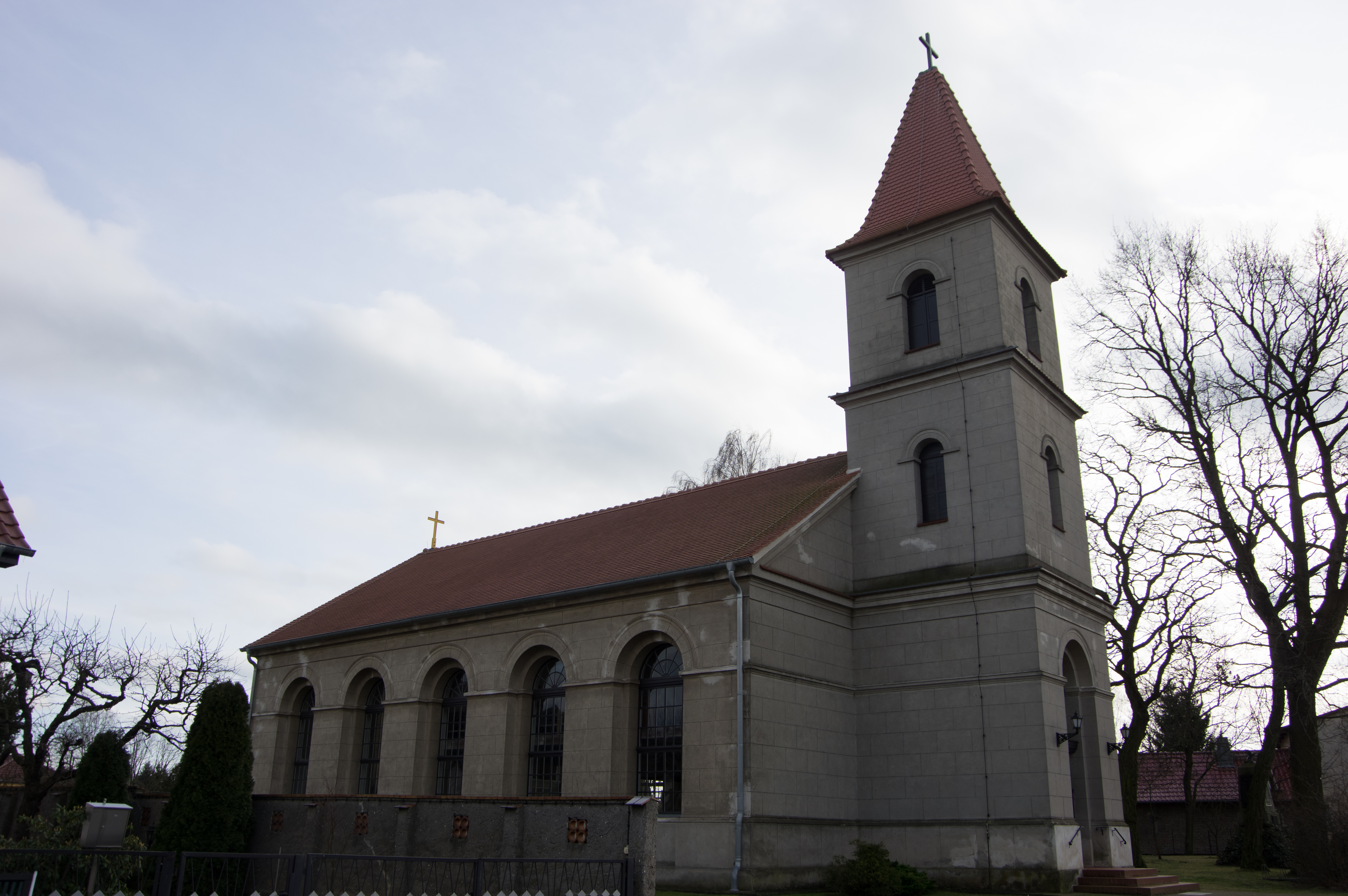
Die Dorfkirche

Die Dorfkirche Kuschkow ist die evangelische Kirche des zur Gemeinde Märkische Heide gehörenden Dorfes Kuschkow. Sie gehört zur Evangelischen Hoffnungskirchengemeinde Groß Leuthen und Umland im Kirchenkreis Niederlausitz der Evangelischen Kirche Berlin-Brandenburg-schlesische Oberlausitz.

## Architektur
Die Kirche entstand etwa um 1830 bis 1840 im typischen Rundbogenstil der Schinkelschule. Es gibt Vermutungen, dass der bekannte Architekt Karl Friedrich Schinkel den Entwurf für die Kirche sogar selbst erstellt hat. Der auf rechteckigem Grundriss errichtete Kirchensaal ist verputzt. An der Nord- und Südseite sind jeweils fünf große Fenster in Pfeilerarkaden eingefügt. Das Hauptportal befindet sich in der mittleren Arkade der Südseite. Der Ostgiebel wird durch ein Segmentbogenfenster geprägt. Der westlich des Schiffs stehende dreigeschossige Kirchturm ist teilweise in das Kirchenschiff einbezogen und wird von einem steilen Zeltdach mit Kreuz bekrönt. Am Fuße des Turms befindet sich der Westeingang zur Kirche.

## Ausstattung
Das Innere des Kirchenschiffs ist flach gedeckt. Es besteht eine von Säulen getragene Hufeisenempore. An der Ostseite des Kirchenschiffs steht ein Kanzelaltar in Form eines Giebels mit seitlichen Lauben. Der Altar steht drei Stufen über dem Bodenniveau des Kirchenschiffs. Ebenfalls aus der Bauzeit der Kirche stammt ein hölzerner Taufständer auf drei Spangenfüßen.

### Orgel
Die Orgel der Dorfkirche wurde 1990 vom Mitteldeutschen Orgelbau A. Voigt (Bad Liebenwerda) unter Verwendung eines Instruments von Johann Christoph Schröther (Sonnewalde) erbaut. Das rein mechanische Schleifladen-Instrument hat 6 Manualregister (Prinzipal 8′, Gedackt 8′, Oktave 4′, Rohrflöte 4′, Oktave 2′, Mixtur III, jeweils C–d3) und 2 Pedalregister (Subbaß 16′, Baßflöte 4′, jeweils C–d1) und eine Pedalkoppel.